# Бирнер, Михал
Ми́хал Би́рнер (чеш. Michal Birner; род. 2 марта 1986, Литомержице, Северочешский край) — чешский хоккеист, левый нападающий клуба чешской Экстралиги «Били Тигржи Либерец». Хват клюшки — левый.

## Биография
Михал Бирнер начал свою карьеру в пражской «Славии», за которую дебютировал в чешском чемпионате в сезоне 2003/04. Летом 2004 года Бирнер уехал играть в хоккейную лигу Онтарио. Но после нескольких сезонов в Северной Америке он вернулся в Европу. Михал играл 3 сезона за ТПС Турку. Выходил на лёд в 166 матчах и записал на свой счёт 87 (30+57) очков.
С 2012 по 2014 год выступал за ХК «Лев», с которым в 2014 году дошёл до финала Кубка Гагарина.
В августе 2016 года подписал контракт с ХК «Трактор». По ходу сезона 2016/17 перешёл в швейцарский «Фрибур-Готтерон», за который выступал на протяжении двух сезонов.
В настоящее время выступает в Чехии за команду «Били Тигржи Либерец», в составе которой выиграл золотую медаль чешской Экстралиги в 2016 году.

## Достижения
Бронзовый призёр чемпионата мира среди юниоров 2004 года
 Чемпион СМ-Лиги в составе ТПС Турку в сезоне 2009/2010
 Финалист Кубка Гагарина 2014 года
 Чемпион Чехии 2016 года
 Серебряный призёр чемпионата Чехии 2019 и 2021 годов